# The Creed Brothers
The Creed Brothers es un equipo de lucha libre profesional compuesto por los hermanos estadounidenses, Brutus Creed (Drew Kasper), y Julius Creed (Jacob Kasper). Actualmente trabajan para la empresa WWE, donde se presentan en la marca Raw.
Dentro de sus logros, está el ser una vez Campeones en Parejas de NXT. También está el haber ganado la séptima versión del Dusty Rhodes Tag Team Classic.

## Primeros años
Los hermanos Kasper nacieron en Lexington, Ohio. Asistieron a Lexington High School, donde ambos compitieron en la lucha libre amateur.
Jacob Kasper asistió a la Universidad de Duke en Durham, Carolina del Norte donde estudió sociología y se graduó en 2018. Durante su tiempo en la Universidad de Duke, participó en la lucha colegial de los Duke Blue Devils . Fue dos veces All-American de la National Collegiate Athletic Association (NCAA) y tres veces NCAA Academic All-American, y ganó el campeonato de peso pesado de la Conferencia de la Costa Atlántica de 2018. Estableció un récord de Blue Devils por la mayor cantidad de victorias en una sola temporada y ocupó el segundo lugar en victorias generales de su carrera. Participó en el 2016 Pruebas olímpicas en las categorías grecorromana y estilo libre, quedando quinto. En 2017, entrenó con el artista marcial mixto Daniel Cormier para ayudarlo a prepararse para su pelea con Jon Jones en UFC 214. En 2018, comenzó a trabajar para la Universidad de Duke como entrenador asistente de lucha libre. 
Drew Kasper asistió a la Universidad de Otterbein en Westerville, Ohio, donde se especializó en ciencias del ejercicio y se graduó en 2020. Durante su tiempo en la Universidad de Otterbein compitió en lucha colegial para los Cardenales de Otterbein, con un récord general de 108-13. Fue dos veces All-American de la NCAA. En su último año, Kasper tuvo un récord perfecto de 30-0 y ocupó el puesto número uno en los Estados Unidos, pero no compitió en los campeonatos de la NCAA 2020 debido a su cancelación como resultado de la Pandemia de COVID-19.

## Historia

### WWE
En octubre de 2020, Jacob Kasper fue contratado por WWE después de ser explorado por Gerald Brisco en el Campeonato de Lucha Libre de la División I de la NCAA 2018 y asistir a una prueba en junio. En febrero de 2021, WWE firmó un contrato de tres años con Drew Kasper después de asistir a una prueba a instancias de su hermano. Ambos hombres fueron asignados al WWE Performance Center en Orlando, Florida para entrenamiento.

#### NXT
En junio de 2021, Drew y Jacob Kasper pasaron a llamarse respectivamente Brutus y Julius Creed. En agosto de 2021, The Creed Brothers aparecieron en WWE NXT como miembros del stable Diamond Mine de Roderick Strong, estableciéndose como heel en el proceso. Hicieron su debut en el ring en las grabaciones de WWE NXT del 24 de agosto de 2021 (con su combate al aire el 7 de septiembre de 2021), derrotando a Chuckie Viola y Paxton Averill.
El 18 de enero en NXT 2.0, se anunció la séptima versión masculina del Dusty Rhodes Tag Team Classic, donde The Creed Brothers serían participantes. El 18 de enero en NXT 2.0, derrotaron a Josh Briggs y Brooks Jensen para pasar a las semifinales. El 8 de febrero en NXT 2.0, vencieron a Grizzled Young Veterans (Zack Gibson y James Drake), clasificando a la última fase. El 15 de febrero en NXT 2.0, finalmente derrotaron a MSK (Wes Lee y Nash Carter), ganando el torneo y la oportunidad de ser retadores a los Campeonatos en Parejas de NXT.
En In Your House, The Creed Brothers (Brutus & Julius) derrotaron a Pretty Deadly (Elton Prince & Kit Wilson) y ganaron los Campeonatos en Parejas de NXT por primera vez. 3 días después en NXT 2.0, fueron felicitados por Roderick Strong, Damon Kemp e Ivy Nile en el gimnasio, pero aparecieron Edris Enofe & Malik Blade retándolos a un combate titular a lo que The Creed Brothers aceptan de manera amistosa, sin embargo está acción sería reprochada por Strong, la siguiente semana en el NXT 2.0 emitido el 14 de junio, The Creed Brothers derrotaron a Edris Enofe & Malik Blade reteniendo los Campeonatos en Parejas de NXT.

#### Raw
Se informo que The Creed Brothers aparecerian en el episodio del 30 de octubre de 2023 para enfrentar a The Alpha Academy esperando a que sea una forma de hacer oficial su llegada a Raw

## Estilo y personalidad de lucha profesional
The Creed Brothers luchan en un estilo basado en el poder que incorpora "slams, suplexes y collisions". Sus movimientos finales incluyen un tendedero / lazo. Su estilo ha generado comparaciones tanto con The  Road Warriors como con The Steiner Brothers. Reflejando sus antecedentes de lucha libre amateur, los Creed Brothers actúan con camisetas de lucha libre y zapatos de lucha libre.

## Campeonatos y logros

### Lucha Amateur
- Drew Kasper
  - NCAA All-American (2 veces)[5]

- Jacob Kasper
  - ACC heavyweight championship (2018)[6]
  - NCAA All-American (2 veces)[6]
  - NCAA Academic All-American (3 veces)[6]
  - Southern Scuffle heavyweight division winner (2017, 2018)[7]

### Lucha Libre Profesional
- WWE
  - NXT Tag Team Championship (1 vez)
  - Men's Dusty Rhodes Tag Team Classic (séptimos ganadores)